# Karlsruhe Hauptbahnhof
Karlsruhe Hauptbahnhof is een spoorwegstation in de Duitse plaats Karlsruhe. Het station behoort tot de Duitse stationscategorie 1. Er maken circa 60.000 reizigers per dag gebruik van het hoofdstation.